# Adolf Olland

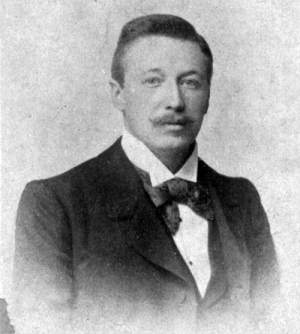
Adolf Olland

Adolf Georg Olland (* 13. April 1867 in Utrecht; † 22. Juli 1933 in Den Haag) war ein niederländischer Schachmeister.
Olland, von Beruf Arzt, erlernte das Schachspiel in seiner Kindheit von seinem Vater. Er war der Begründer und langjährige Vorsitzende des Schachklubs von Utrecht, zu dessen Mitgliedern auch der niederländische Schriftsteller Multatuli gehörte. 1890 brachte er ein Schachbuch für Anfänger heraus: Theorie en Practijk. Zu Beginn des 20. Jahrhunderts erreichte Olland seinen sportlichen Höhepunkt. 1899 wurde er Zweiter in Amsterdam, 1901 siegte er in Haarlem, 1912 wurde er Vierter in Stockholm, 1913 Dritter in Scheveningen und Siebter in Hastings 1919. 1909 gewann Olland in Leiden die erstmals ausgetragene niederländische Landesmeisterschaft vor Abraham Speijer.
Olland spielte eine Vielzahl von Wettkämpfen in seiner Heimatstadt Utrecht, u. a. gegen Richard Réti 1920 4-6 (+3 =2 −5) und 1928 0-5, gegen Max Euwe 1921 1,5-5,5 (+1 =1 −5) und 1922 3,5-6,5 (+2 =3 −5), sowie gegen Géza Maróczy 1922 0-4. Olland war befreundet mit dem belgischen Schachmeister Edgard Colle, mit dem er viele Analysestunden verbrachte. 1933 erlag er einem Herzinfarkt während der 8. Niederländischen Landesmeisterschaft in Den Haag.
Nach Olland ist eine Variante in der MacCutcheon-Variante der Französischen Verteidigung benannt: 1. e2–e4 e7–e6 2. d2–d4 d7–d5 3. Sb1–c3 Sg8–f6 4. Lc1–g5 Lf8–b4 5. e4–e5 h7–h6 6. Lg5–c1, die Ollandsche Fortsetzung.